# إدي ووليكي بلاك
إدي ووليكي بلاك (بالإنجليزية: Eddie Wolecki)‏ (13 مارس 1965 بدندي في المملكة المتحدة - ) هو مدرب كرة قدم ولاعب كرة قدم بريطاني في مركز الهجوم. لعب مع نادي مونتروز لكرة القدم وDeveronvale F.C. ‏.

## روابط خارجية
- إدي ووليكي بلاك على موقع قاعدة بيانات كرة القدم.إي يو (الإنجليزية)
- إدي ووليكي بلاك على موقع Soccerway.com (الإنجليزية)